# Resolutie 1746 Veiligheidsraad Verenigde Naties
Resolutie 1746 van de Veiligheidsraad van de Verenigde Naties werd op 23 maart 2007 unaniem aangenomen door de VN-Veiligheidsraad, en verlengde de VN-bijstandsmissie in Afghanistan met een jaar.

## Achtergrond
In 1979 werd Afghanistan bezet door de Sovjet-Unie, die vervolgens werd bestreden door Afghaanse krijgsheren. Toen de Sovjets zich in 1988 terugtrokken raakten ze echter slaags met elkaar. In het begin van de jaren 1990 kwamen ook de Taliban op. In september 1996 namen die de hoofdstad Kabul in. Tegen het einde van het decennium hadden ze het grootste deel van het land onder controle en riepen ze een streng islamitische staat uit. 
In 2001 verklaarden de Verenigde Staten met bondgenoten hun de oorlog en moesten ze zich terugtrekken, waarna een interim-regering werd opgericht. Die stond onder leiding van Hamid Karzai die in 2004 tot president werd verkozen.

## Inhoud

### Waarnemingen
Het geweld en de terreuractiviteiten in Afghanistan door de taliban, Al Qaida, illegale gewapende groepen en drugshandelaars was toegenomen.

### Handelingen
De Veiligheidsraad verlengde het mandaat van de UNAMA-bijstandsmissie in Afghanistan tot 23 maart 2008. Die missie was bezig zich uit te breiden door regionale en provinciale kantoren te openen.
Alle Afghaanse partijen en groepen werden opgeroepen constructief deel te nemen aan de politieke dialoog. Verder moesten ook de veiligheidsdiensten van het land verder hervormd worden tot etnisch evenwichtige diensten die de veiligheid en de orde in het land konden handhaven.
Intussen was het ontwapenings-, demobilisatie- en herintegratieprogramma, dat in oktober 2003 was begonnen, afgerond en was een ontmantelingsprogramma van illegale gewapende groepen van start gegaan. Ook waren de provinciale raden die in de grondwet waren voorzien opgericht. De overheid werd gemaand iets te doen aan de corruptie.

## Verwante resoluties
- Resolutie 1623 Veiligheidsraad Verenigde Naties (2005)
- Resolutie 1707 Veiligheidsraad Verenigde Naties (2006)
- Resolutie 1776 Veiligheidsraad Verenigde Naties
- Resolutie 1806 Veiligheidsraad Verenigde Naties (2008)

Lijst ·  1739 ·  1740 ·  1741 ·  1742 ·  1743 ·  1744 ·  1745 ·  1746 ·  1747 ·  1748 ·  1749 ·  1750 ·  1751 ·  1752 ·  1753 ·  1754 ·  1755 ·  1756 ·  1757 ·  1758 ·  1759 ·  1760 ·  1761 ·  1762 ·  1763 ·  1764 ·  1765 ·  1766 ·  1767 ·  1768 ·  1769 ·  1770 ·  1771 ·  1772 ·  1773 ·  1774 ·  1775 ·  1776 ·  1777 ·  1778 ·  1779 ·  1780 ·  1781 ·  1782 ·  1783 ·  1784 ·  1785 ·  1786 ·  1787 ·  1788 ·  1789 ·  1790 ·  1791 ·  1792 ·  1793 ·  1794